# Rinsma State

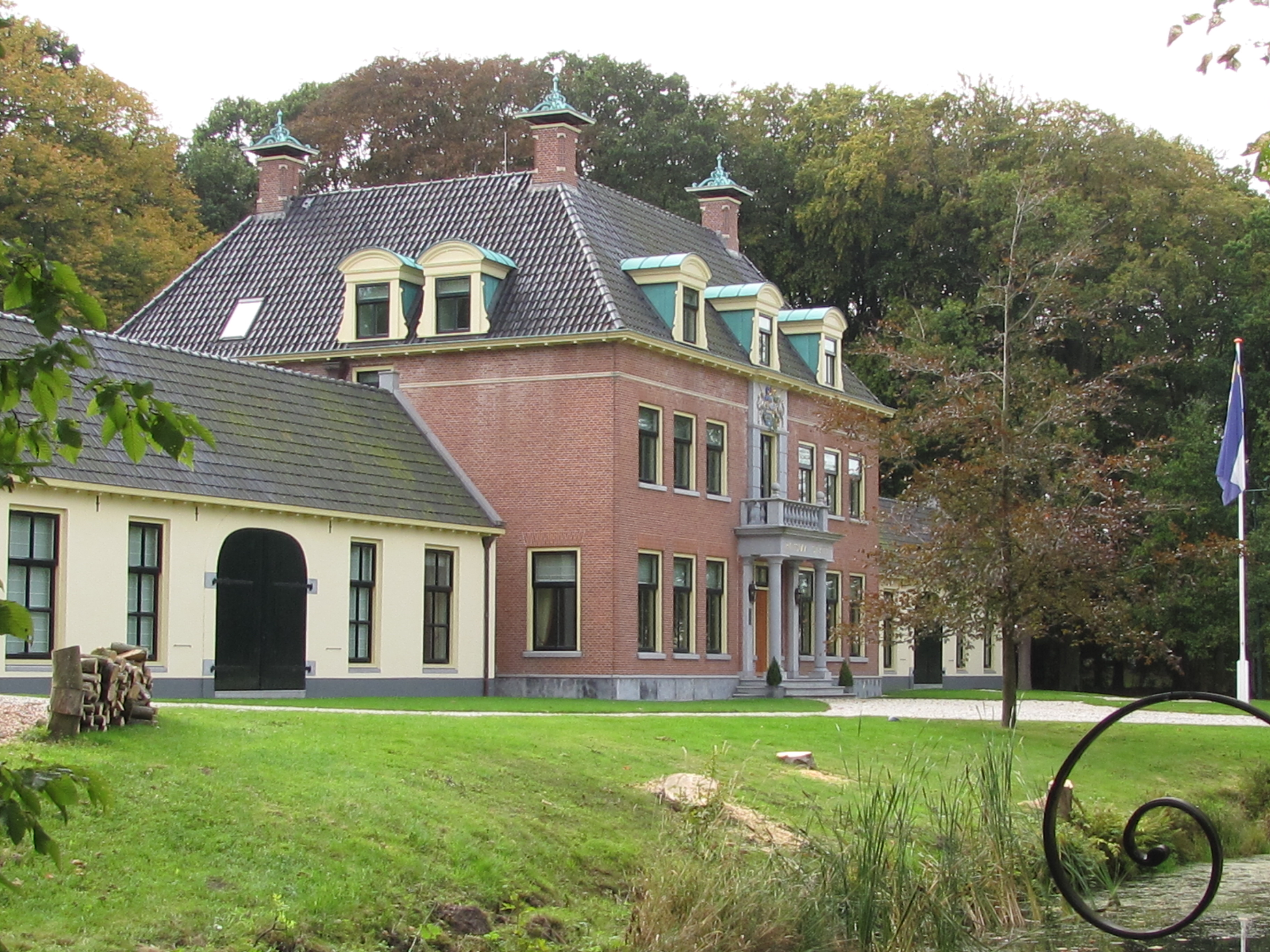
Rinsma State

De Rinsma State is een landhuis in de Friese gemeente Dantumadeel. Het ligt tussen Driesum en Oostwoud in.

## Geschiedenis
De Rinsma State is sinds de 19e eeuw een landhuis, maar in vroeger tijden hebben verschillende bouwwerken op dezelfde plaats gestaan die bekend stonden als de Rinsma State.
Het eerste gebouw, een echte stins, wordt genoemd in 1511 als "Riensma gued", eigenaar was Taco Buwinga. In 1664 werd de state op een kaart vermeld als "Buwinga". In 1745 kocht Fecco Dominus baron van Sytzama (1693-1755) de state met bijbehorend landgoed. Hij liet het huis in 1747 afbreken en op dezelfde plaats een nieuw huis bouwen.
Het huidige huis met de naam Rinsma State ontstond na een nieuwe herbouw in 1843, uitgevoerd in opdracht van Douwe Jan Vincent baron van Sytzama.
Wilhelmina Christina barones van Sytzama was de laatste bewoonster van het huis; ze woonde in Haarlem en gebruikte het huis als zomerhuis. Zij overleed in 1931 en liet het huis per testament na aan de Van Sytzama Stichting. In 1941 werd er een bejaardentehuis in gevestigd. In 1944 werd het middendeel van de state door meerdere bommen getroffen. Hierdoor brandde het hoofdgebouw uit. In 1947 werd dit deel van het pand herbouwd en werd het weer een bejaardentehuis.
Van 1971 tot 1999 was de Rinsma State het gemeentehuis van Dantumadeel. Daarna werd Dirk Scheringa eigenaar. Hij heeft het gebouw en de tuin volledig laten restaureren en renoveren. Zo is de tuin weer ingericht naar het originele ontwerp van Lucas Pieters Roodbaard uit 1843. In 2013 is de state verkocht aan een nieuwe, Russische eigenaar.